# Revolution (徳永英明の曲)
「Revolution」（レヴォリューション）は1991年10月28日に発売された德永英明の13枚目のシングル。

## 収録曲
作詞・作曲：德永英明,編曲：佐藤準
1. Revolution
  - アルバム『Revolution』からのシングルカット。　
  - タイトル表記がジャケットでは「Revolution」だが、裏ジャケット・歌詞ページは「REVOLUTION」と大文字で表記されている。
ジャケット写真の子供は德永の幼少期である。
  - ブティックJOY CFソングに使用された。
2. REVOLUTION（VERSION II）
  - イントロがなく、ア・カペラで始まる。
  - 1コーラス目が終わると同時にバンドの演奏が入るが、ホーンセクションはカットされている。曲の終わりがカットアウトになっている。
3. Revolution（NO VOCAL EDITION）

## 主な収録アルバム
- Revolution
- INTRO.II
- シングルコレクション (1986〜1991)
- SINGLES BEST